# Ossyris
Ossyris es un grupo español de heavy metal formado en 2003, originario de Baracaldo (Vizcaya).

## 2003 - Inicio
Fue en octubre de 2003 cuando Javi Márquez y Mikel de las Heras formar una banda de Heavy Metal, eterno sueño perseguido por ambos, Al estilo de metal con toques Power y Thrash, tomando como influencias principales grupos como Saratoga, Warcry, Brainstorn, Avalanch, Metallica, Rage o Hamerfall entre otros.
Un tiempo de después decidieron coger un segundo guitarra, puesto que ocupó un viejo conocido, David Gallardo, encajando perfectamente en el grupo. Con la entrada del segundo guitarra comienzan los primeros ensayos y composiciones del grupo.
Es en el 2004  cuando se incorpora a la banda Eneko García como bajista. Con esta formación es cuando la banda experimenta la época de mayor trabajo de composición, sacando temas tan importantes como Quiero, Tu propio camino o Volver a ser.
En el verano del 2005 se une como cantante Miguel de la Torre (Horas Muertas - Batería, Hush - Batería) bajo la recomendación de Alaitz Isusi (Eleven Dreams, In Loving Memory, Steelwords, Hush).
A principios de 2006, ya con la formación completa, Ossyris decide grabar 5 temas con Alex de Benito (Black Ice, Waldheim), quien se encarga de la grabación y de la producción de la maqueta.

## 2006 - Primeros conciertos
OSSYRIS decide debutar en directo ante el respetable,  en la sala Múnich de Santurce, más adelante en las fiestas del Valle de Trápaga, Pub Dark de Sestao y Sala Edaska de Baracaldo.
En agosto de 2007 OSSYRIS sufre la baja de ENEKO GARCIA el cual abandona el grupo por motivos personales,  incorporándose como  bajista Alex Esteban, (My Sweet Torment). 
Durante el siguiente año OSSYRIS trabaja duro con Alex y el 12 de abril de 2008 debuta en la Xtreme en un concierto memorable junto a Loriensky. Las fiestas de Larrabasterra y Urdúliz también se hacen testigos durante el verano de 2008 del buen hacer del nuevo bajista, conciertos también recordados en los que OSSYRIS comparte escenario con los "Cherry Boppers" e "Idi Bihotz".
El 18 de marzo de 2009 también se antoja como una fecha importante en la historia de OSSYRIS, exactamente en esa fecha es cuando por primera vez la banda estrena y comercializa camisetas de la banda.
En junio de 2009 Ossyris se ve sorprendido por el abandono de Alex Esteban, dejando el puesto de bajista vacante. Es en agosto cuando Ossyris pide colaboración al bajista de Seven Black Roses Javi Acosta para grabar las líneas de bajo de lo que será su 2º maqueta y en septiembre la banda propone a Javi Acosta ocupar el puesto.

## 2009 - Se Acerca El Final
En noviembre de 2009 Ossyris saca a la venta Se acerca el final, 2º maqueta de la banda. Esta segunda maqueta llevó al grupo a una pequeña gira compartiendo escenario con bandas como Loriensky, Mi dulce Geisha, Sin Más o Adamantium. Después de esta pequeña gira, el bajista Javi Acosta decide abandonar la banda. Tras esto el grupo sigue trabajando en nuevas composiciones pero en septiembre de 2010, sufre la baja de David Gallardo.
Tras unos meses el grupo emprende la búsqueda de nuevo guitarra y bajista. A principios de 2010 aparece Iker Galante (Hush). Meses después y recién llegado de Tenerife, entra en la banda como nuevo bajista Jonathan González (Akasha, Banot, Adarzu). Ya con la formación completa el grupo se pone a trabajar duramente para sacar tanto los temas de las maquetas de la banda como las nuevas composiciones.

## 2012 - Nuevo Mundo
El 21 de enero de 2012, Ossyris vuelve a los escenarios estrenando su nueva formación en la sala Bilbo Rock de Bilbao, tocando junto a grandes Bandas como Vhaldemar y Steel Puppets entre otras.
También en 2012 graba lo que es su primer EP, que contiene dos temas donde, con gran esfuerzo y dedicación, la banda se muestra fuerte y con ganas de ofrecer nuevos ritmos más trabajados y una madurez musical que potencian su carácter y estilo.
A comienzos del año 2012, Ossyris graba el EP "Nuevo Mundo" con 2 nuevas canciones y un videoclip de "En el Silencio de la Oscuridad", tema incluido en la anterior maqueta. 
Poco después, presenta el nuevo material en BilboRock en el Chromaticity Fest, junto a otros grupos como Vhaldemar, Seven Black Roses o Steel Puppets. Durante los siguientes meses, continúan con una serie de conciertos por Vizcaya, compartiendo escenario con Deborah Riff, The Name, Infamia, Tenebra, Mi Dulce Geisha, Evencore o Rex Invictus, entre otros. A destacar el concierto de despedida del Café Victoria en Baracaldo, o la visita a El Barco de Noja.
Tras unos meses centrados en la composición de nuevos temas, en primavera de 2014 Miguel anuncia su marcha del grupo. La banda comienza a buscar un nuevo vocalista y a finales de verano Jonathan Lucer (ex-Dhenevola, Arima o Eate) se incorpora a la nueva formación.

## 2015 - Renacer
Después de un par de conciertos de presentación del nuevo vocalista, el grupo se centra en la composición de nuevos temas y en verano de 2015 culmina la grabación del disco "Renacer" en los estudios Chromaticity de Pedro J Monge. El disco se presenta al público en la sala Sonora, contando con las colaboraciones de Aroa Zorrilla (Tenebra, Aro y Edu) y Mikel Bizar (Jare, ex-Idi_Bihotz).
Durante 2015 y 2017, la banda ha presentado su nuevo trabajo, tanto en Vizcaya (Baracaldo, Portugalete, Gorliz, Santurce) como en el resto de España (Zaragoza, Pamplona, DevilFest de Mollet del Vallés, Tenerife). El disco ha recibido grandes críticas de publicaciones como Dioses del Metal, SatanArise, Ondas Subversivas o Necromance, y ha sido incluido en el Top 100 de los mejores álbumes españoles de 2015 en la web de Headbangers Latinoamérica.
En septiembre de 2018 la banda celebra su 15º aniversario en la sala Stage Live de Bilbao, acompañado por Ad Eternum y con la colaboración de excomponentes y amigos del grupo.
Tras este evento, el grupo se centra en la composición de nuevos temas para un futuro trabajo.

## 2021 - Destino Escrito
A comienzos de 2020 Ossyris comienza la grabación de su nuevo disco. A pesar de las dificultades generadas por la pandemia de la COVID-19, “Destino Escrito” ve la luz en febrero de 2021. Con este disco, la banda pretende dar un paso adelante, con nuevas ideas pero manteniendo el sello característico de Ossyris.
El futuro del mundo de la música es incierto, pero Ossyris lo afronta con más ganas que nunca y con el objetivo de superarse como banda.

## Discografía
- 2006 - Maqueta
- 2009 - Se Acerca El Final
- 2012 - Nuevo Mundo (EP)
- 2015 - Renacer
- 2021 - Destino Escrito

## Miembros
- Jonathan Lucer - Voz
- Mikel De Las Heras - Guitarra
- Iker Galante - Guitarra
- Javier Márquez García - Batería
- Jonathan GP - Bajista

## Exmiembros
- Eneko García (2004-2007) (Bajo - Paradox, Hysteria, Chivo, The Wizards)
- Alex Esteban (2007-2009) (Bajo - My Sweet Torment)
- Javi Acosta (2009-2010) (Bajo - Mandragora, Seven Black Roses, Tenebra, Mi Dulce Geisha)
- David Gallardo (2003-2010) (Guitarra)
- Miguel De La Torre (2005-2014) (Voz - Hush, Horas Muertas)